# 馬薩克雷

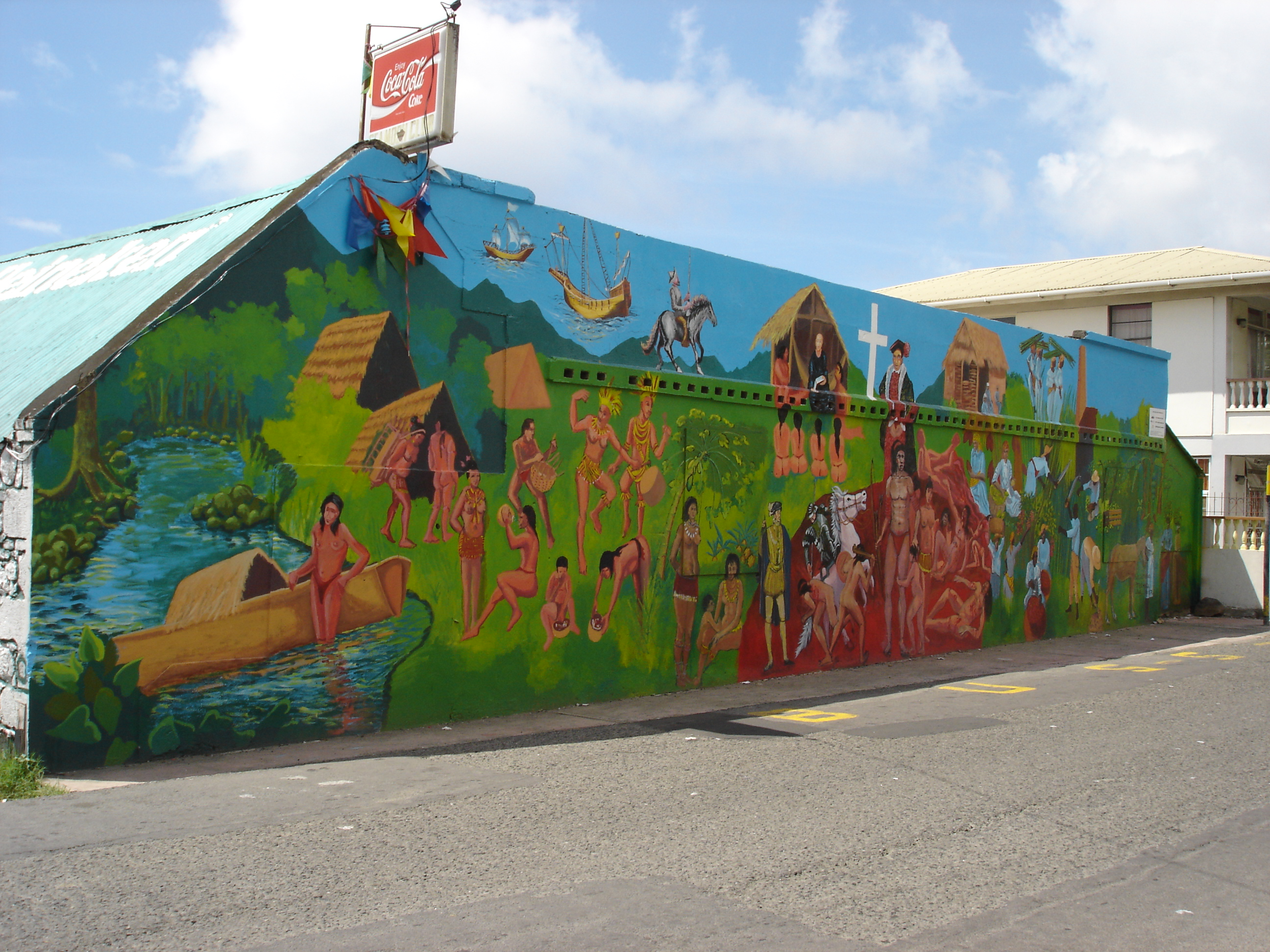
Mural in Massacre depicting the 1674 massacre of the Carib by British troops.

馬薩克雷（Massacre）是加勒比海島國多米尼克聖保羅區的一個城鎮，位於該島西海岸，首都羅索以北，在馬薩克雷河上，該地得名於發生在此的1674年加勒比人大屠殺，2001年人口1,371人。
15°21′N 61°24′W / 15.350°N 61.400°W